# Cmentarz żydowski w Złocieńcu
Cmentarz żydowski w Złocieńcu – kirkut powstał po 1840 roku. Mieścił się w zachodniej części miejscowości, przy dawnej ul. Birkholzer Straße (dziś Brzozowa), przy torach kolejowych ze Złocieńca do Stargardu. Cmentarz przetrwał II wojnę światową, ale został opuszczony i zarosły go chwasty. Polacy wybudowali na jego miejscu magazyn. Nie zachowały się żadne macewy.